# Мехтиханов, Муслим Рукманович
Муслим Рукманович Мехтиханов (16 ноября 1998, с. Могилёвское, Хасавюртовский район, Дагестан, Россия) — российский борец вольного стиля, призёр чемпионата России.

## Биография
Чеченец. Борьбой занимается с 12 лет. В июле 2015 года на первенстве России среди юниоров в Якутске стал бронзовым призёром. В январе 2017 года в Хасавюрте стал бронзовым призёром первенства Дагестана среди юниоров. В марте 2018 года в Нальчике стал чемпионом СКФО среди юниоров. В июле 2018 года на IV летней Спартакиады молодежи в Пензе стал серебряным призёром. В октябре 2018 года стал победителем турнира по памяти Бесика Кудухова в Краснодаре. В декабре 2020 года неудачно выступил на первенстве России U23 в Смоленске, заняв 5 место.
В феврале 2021 года стал финалистом чемпионата СКФО, уступив Динисламу Тахтарову, отобравшись на чемпионат России. В марте 2021 года на чемпионат России в Улан-Удэ стал финалистом, проиграв Абасгаджи Магомедову. В сентябре того же года стал чемпионом I-х Игр стран СНГ.

## Спортивные результаты
- Чемпионат России по вольной борьбе 2021 —
- Чемпионат России по вольной борьбе 2023 —
- Гран-при Иван Ярыгин 2023 —
- Чемпионат России по вольной борьбе 2025 —

## Личная жизнь
Является выпускником факультета физкультуры и спорта Чеченского Государственного университета.